# Malattie crittogamiche
Le malattie crittogamiche sono malattie parassitarie dei vegetali causate da funghi microscopici come la peronospora, oidio, ecc.
Alcune, come il mughetto, possono colpire anche gli animali, ma in questo caso prendono il nome di micosi.
Ci sono delle classificazioni a seconda di quali piante siano attaccate dai parassiti.
Sintomatologia
La contaminazione, o infezione della pianta, avviene nel momento in cui la spora germina e il micelio inizia a parassitizzare la pianta stessa. In genere, la contaminazione da parte del fungo avviene quando il clima è umido. Dopo che la struttura vegetale è stata contaminata passano tanti o pochi giorni a seconda della specie del fungo, dei fattori ambientali e della pianta. Durante questo lasso di tempo, detto periodo di incubazione, non si presentano sintomi, e il micelio del fungo continua a portare via nutrimento dalle cellule della pianta. Quando il periodo di incubazione finisce compaiono i primi sintomi, che consistono nello sviluppo di macchie scolorite sulle foglie o sulle altre parti colpite. I sintomi sono visibili anche a occhio nudo. A questo punto il fungo inizia a riprodursi e a diffondersi grazie alla formazione di rami conidiofori, i quali producono i conidi che poi si staccheranno. Successivamente le parti vegetali contaminate iniziano a seccarsi e a diventare scure. 
Un sintomo tipico delle malattie crittogamiche è il distacco parziale o completo degli organi malati della pianta, inoltre a seconda del tipo di fungo possono presentarsi dei buchetti.
Nel caso della peronospora della vite, sulla parte inferiore delle foglie e sugli acini dell’uva si forma una muffa dal colore bianco/argenteo in chiazze parecchio grandi e spesse, o la tipica macchia d'olio che compare sui tessuti giovani. Oltre alla disseccazione ed alle muffette si possono presentare anche altri sintomi. Per esempio, ciò che attacca il fungo può assumere colori strani, come accade anche alle foglie di pesco che diventano di un colore rosso oltre che assumere un aspetto bolloso.
Un sintomo tipico dei tessuti legnosi colpiti è la formazione di tessuti morti o secchi, detti cancri. 
Per quanto riguarda i frutti attaccati dai funghi, alcuni sintomi possono essere la mummificazione del frutto in questione o la formazione di spaccature.
Nelle piante a nocciolo si può formare una sostanza simile alla gomma sui rametti e sui frutti.
L’attacco di un fungo può dare anche problemi allo sviluppo della crescita della pianta; in questi casi provoca fenomeni di nanismo o rachitismo con crescita irregolare.
Malattie crittogamiche delle Drupacee

- Bolla del pesco
- Bozzacchioni del susino
- Cancro rameale del pesco
- Cilindrosporosi del ciliegio
- Corineo
- Maculatura rossa del ciliegio
- Mal bianco del pesco
- Mal bianco dell'albicocco
- Mal del piombo
- Marciume acquoso
- Marciume da Phytophthora
  - Marciume radicale fibroso
  - Marciume radicale lanoso
- Moniliosi
- Nerume
- Ruggine
  - Ruggine del ciliegio
- Scopazzi del ciliegio
- Seccume dei rami
- Verticilliosi